# Arbeitslehre
Arbeitslehre ist ein Unterrichtsfach, das in den alten Bundesländern ab den 1970er-Jahren eingeführt wurde. Für das mit diesem Fach verbundene Lernfeld gibt es in den verschiedenen Bundesländern Benennungsvarianten, wie z. B.: Arbeit-Wirtschaft-Technik (AWT) bzw. Wirtschaft-Arbeit-Technik (WAT), die sich immer mehr durchsetzen, wodurch Arbeitslehre in manchen Bundesländern zu einem historischen Begriff wird. Vergleichbare Lerninhalte wurden in der DDR ab 1958 im Rahmen des Polytechnischen Unterrichtes (kurz häufig auch: Polytechnik) mit den Fächern: Einführung in die sozialistische Produktion (ESP), Technisches Zeichnen (TZ) und Unterricht in der technischen Produktion (PA) vermittelt.

## Geschichte
Bereits ab 1900 bis in die 1930er Jahre verfolgte Georg Kerschensteiner die Einrichtung von Arbeitsunterricht und Arbeitsschulen. Dabei ging und geht es noch heute um die Frage, inwieweit die Themen Arbeit und Beruf Gegenstand der allgemeinen Bildung sein müssen. Weitere Anstöße zur Beschäftigung mit dieser Frage ergaben sich u. a. durch Modernisierungsschübe, die z. B. der Nutzung rechnergestützter Systeme folgten und die auf die Produktions-, Betriebs- und Wirtschaftsabläufe bis heute wirken, was die Qualifikations- und Tätigkeitsmerkmale vieler Berufe anhaltend verändert.
Für die Bundesrepublik gab 1964 der Deutsche Ausschuss für das Erziehungs- und Bildungswesen ein Konzept mit einer systematischen Begründung für das Fach Arbeitslehre heraus. Die folgenreiche Empfehlung des Gremiums fand 1969 Eingang in eine Stellungnahme der Kultusministerkonferenz zur Hauptschule, die zur Leitlinie für die Entwicklung der Arbeitslehre in den meisten Bundesländern wurde. Mit dem in seiner Empfehlung enthaltenen Fach Arbeitslehre wollte der Ausschuss den Charakter einer zu reformierenden Volksschuloberstufe prägen, da in diesem Fach kognitive Schulung und manuelle Tätigkeit zusammengeführt werden sollten.
In der DDR wurde bereits 1958 versucht, Elemente einer beruflichen Grundausbildung durch die Einführung des polytechnischen Unterrichts vorwegzunehmen. Eine Neukonzeption des Arbeitsunterrichts 1966 sollte einer Einengung auf Berufsvorbereitung entgegensteuern. Die manuell-technische Tätigkeit wurde als spezifischer Teil einer umfassenden sozialistischen Allgemeinbildung ausgewiesen. Der polytechnische Unterricht, aufgegliedert in die Teilbereiche Einführung in die sozialistische Produktion, Produktive Arbeit und Technisches Zeichnen, konnte die Neuorganisation der Schulen und der Wirtschaft nach der Wiedervereinigung nicht überstehen. Der Einfluss des polytechnischen Unterrichts der DDR auf die weitere Entwicklung der Arbeitslehre in der heutigen Bundesrepublik müsste wissenschaftlich untersucht werden.

## Inhalte
Im Allgemeinen setzt Arbeitslehre im siebten Schuljahr mit Themen aus dem engeren Lebensbereich der Schüler an. Im handwerklichen Bereich wäre dies zunächst die Herstellung von Produkten für den eigenen Bedarf, um sich letztlich mit Produkten für den anonymen Markt zu beschäftigen. Als Kommunikationskompetenz werden zunehmend auch Elemente der Informationstechnischen Grundbildung für den sachgerechten Umgang mit dem Computer und dessen Standardsoftware im Arbeitslehreunterricht eingefügt. In die zweite Hälfte der Sekundarstufe I gehört dann auch das Thema Berufsorientierung sowie ein Praktikum in einem produzierenden Betrieb.
Als Kennzeichen westdeutscher Arbeitslehre wird heute die Verbindung von Technik, Wirtschaft und Hauswirtschaft unter Berücksichtigung von gesellschaftspolitischen und sozialen Aspekten genannt. Ein solches Lerngebiet wurde in allen Bundesländern außer in Schleswig-Holstein eingeführt, wobei sich die Organisationsformen und das Unterrichtssoll zwischen den Ländern unterscheiden. Als Pflichtfach wird es in der Regel an Hauptschulen und in einigen Bundesländern an Gesamtschulen unterrichtet, wobei das Stundenaufkommen durch ein zusätzliches Wahlpflichtfach Arbeitslehre erhöht werden kann. An Realschulen hat Arbeitslehre eher als Wahlpflichtfach Einzug gehalten. In der Wahlpflichtform wird es von Schülern an Gesamt- und Realschulen häufig als eine Alternative zur zweiten Fremdsprache gewählt. Da eine zweite Fremdsprache jedoch Voraussetzung für den Abschluss der gymnasialen Oberstufe ist, ist mit der Entscheidung über das Wahlpflichtfach in der Regel auch eine leistungsmäßige und soziale Selektion verbunden.
Inwieweit die Inhalte der Arbeitslehre Teil einer allgemeinen Grundbildung sind, die an allen Schularten vermittelt werden sollten, bleibt umstritten. Arbeitslehre steht im Konflikt zu einer sich am Neuhumanismus orientierenden Gymnasialtradition, die eine Trennung von Bildung und Ausbildung betont. An dieser Frontstellung des Faches scheiterten bisherige Versuche der breiten Einführung von Arbeitslehre am Gymnasium.

### Bayern
An der bayerischen Mittelschule heißt dieses Fach Arbeit/Wirtschaft/Technik (kurz: AWT) und wird auch nur dort unterrichtet. Beim Qualifizierenden Hauptschulabschluss wird die Jahresfortgangsnote mit der praktischen Note des jeweiligen berufsorientierenden Zweiges (Soziales/Wirtschaft/Technik) verrechnet. Für den Abschluss des Mittleren Bildungsabschlusses an bayerischen Mittelschulen ist AWT nicht prüfungsrelevant.

### Saarland
An saarländischen Gemeinschaftsschulen ist Arbeitslehre als verpflichtendes Unterrichtsfach ab Klassenstufe 5 eingeführt. Ab der Klassenstufe 7 geht es in den Wahlpflichtbereich über und kann von den Schulen als schuleigenes Angebot weitergeführt werden.